# Adam Zajíček
Adam Zajíček (ur. 25 lutego 1993 w Pradze) – czeski siatkarz, grający na pozycji środkowego, reprezentant Czech. 

## Sukcesy klubowe
Puchar Czech:
- 2014, 2016[3]

Mistrzostwo Czech:
- 2015, 2016[4], 2022[5]
- 2014, 2018
- 2017, 2023[6], 2024[7]

Superpuchar Czech:
- 2021, 2022[8]

## Sukcesy reprezentacyjne
Liga Europejska:
- 2022[9]
- 2018, 2025[10]
- 2013, 2024[11]